# Eclipse (album de Busta Flex)
Pour les articles homonymes, voir Éclipse (homonymie).
Albums de Busta Flex
Sexe, violence, rap et flooze
(2000) La Pièce maîtresse
(2006)
Eclipse est le troisième album de Busta Flex.

## Liste des titres
1. Intro
2. Action
3. Nuff respect feat. Djam El
4. Code 3.0.0.9.7.7. feat. Matt
5. Wicked feat. Nuttea / Zincterlude 1
6. Trop connecté feat. Dadoo, Horseck, Ol' Kainry, Sully Sefil
7. Esther feat. Moïse
8. La dernière fois feat. Kayliah
9. Fat beat, fat flow feat. Jim Reyno / Zincterlude 2
10. Le zedou Part. II
11. Éclipse